# Isabelle de Limeuil

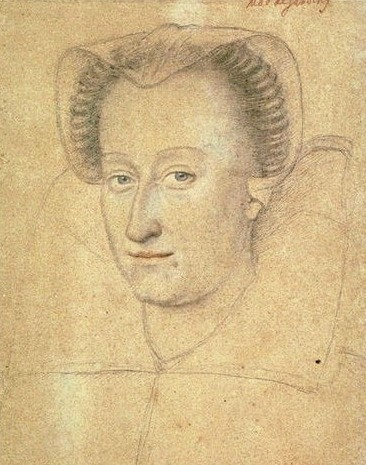
Porträt von Isabelle de Limeuil, Anonym, 16. Jahrhundert

Isabelle de La Tour de Limeuil († 25. März 1609 in Paris) war eine französische Adlige im Gefolge der Königinmutter Caterina de’ Medici.

## Leben

### Jugend
Isabelle war die Tochter von Gilles de La Tour, Seigneur de Limeuil (1566 bezeugt), und Marguerite de La Cropte, Dame de Lanquais (1571 bezeugt), die im April 1527 geheiratet hatten. Sie war die Schwester von Antoinette de La Tour de Limeuil († 1608), die 1574 die Ehefrau von Charles Robert de La Marck, Graf von Maulévrier († 1622), wurde.
Sie wurde als Demoiselle d’Honneur der Königin und ab 1559 Königinmutter Caterina de’ Medici, mit der sie entfernt verwandt war, an den Hof berufen, wo sie bald Spuren in der Literatur hinterließ: Brantôme widmete ihr 26 Sonette, Ronsard mehrere Elegien, Sonette und Oden. Isabelle war nach Ansicht ihrer Zeitgenossen von großer Schönheit und soll eine Zierde in Caterinas „fliegendem Geschwader“ (Escadron volant) gewesen sein, das aus den Demoiselles de Compagnie der Königin bestand, alle aus sehr guten Familien, schön und kultiviert. Viele von ihnen wurden dazu benutzt, wichtige Persönlichkeiten des Königreichs oder ausländische Botschafter im Auftrag Caterinas auszuspionieren, Confidences sur l’oreiller („Vertraulichkeiten auf dem Kopfkissen“) zu gewinnen oder sogar zu manipulieren, und für die ausschweifenden Feste der Königin zur Verfügung zu stehen.
Isabelle de Limeuil wurde nacheinander die Mätresse von Claude d’Aumale († 1573), dem Sohn des Herzogs von Guise, und dann von Florimond II. Robertet, der bereits mit 26 Jahren Staatssekretär war, aber vor allem ein Protégé der Guise, denen er seinen raschen Aufstieg verdankte. Für Isabelle de Limeuil war die Wahl dieser beiden Liebhaber (Aumale und Robertet) wohl kein Zufall: es ist anzunehmen, dass Caterina de’ Medici sie angewiesen hatte, „mit allen Mitteln ihrer Wahl“ in das Gefolge der Guise einzutreten, Caterinas bedeutendsten Gegnern auf katholischer Seite, um ihr Bericht über das Geschehen zu geben.

### Der Prince de Condé
Es war wohl auch auf Anordnung Caterinas, dass sie um 1562 die Mätresse von Louis I. de Bourbon, Prince de Condé wurde, dem Bruder von Antoine de Bourbon, König von  Navarra (de iure uxoris) und Onkel des späteren Königs Heinrich IV. – Caterinas bedeutendstem Gegner auf protestantischer Seite. Condé verliebte sich in sie und diese Liaison war geeignet, ihn von seiner Rolle als Anführer der Hugenotten abzulenken.
1564 ging aus Condés Affäre mit Isabelle de Limeuil ein unehelicher Sohn hervor (über dessen Schicksal nichts bekannt ist). Diese Geburt verursachte großes Aufsehen am Hof, weil sie im Mai 1564 während einer Reise der Königin nach Lyon (die Ankunft dort war am 9. Juni 1564) in Dijon stattfand und nicht verborgen werden konnte. Isabelle wurde von der Königin entlassen, die ihre Missbilligung mit der Behauptung begründete, Isabelle habe versucht, Charles de La Roche-sur-Yon zu vergiften – wozu ihr späterer Schwager Charles Robert de La Marck die entsprechende Zeugenaussage machte. Isabelle wurde für eine Weile in das Kloster der Franziskanerinnen von Auxonne geschickt, aber bald wieder freigelassen.
Zwei Monate später, am 23. Juli 1564, verlor Condé seine erste Frau Éléonore de Roye – und als er sich wieder verheiraten wollte, verlor er das Interesse an Isabelle und ihrem Kind, zumal Isabelle nicht zu einem ausreichend hohen Adel gehörte, um Condés Frau zu werden. Zudem wollten die hugenottischen Anführer nicht, dass der Prinz eine Katholikin heiratete, sie befürworteten die Ehe mit einer Protestantin. Condé verließ Isabelle de Limeuil und heiratete 1565 Françoise d’Orléans-Longueville.

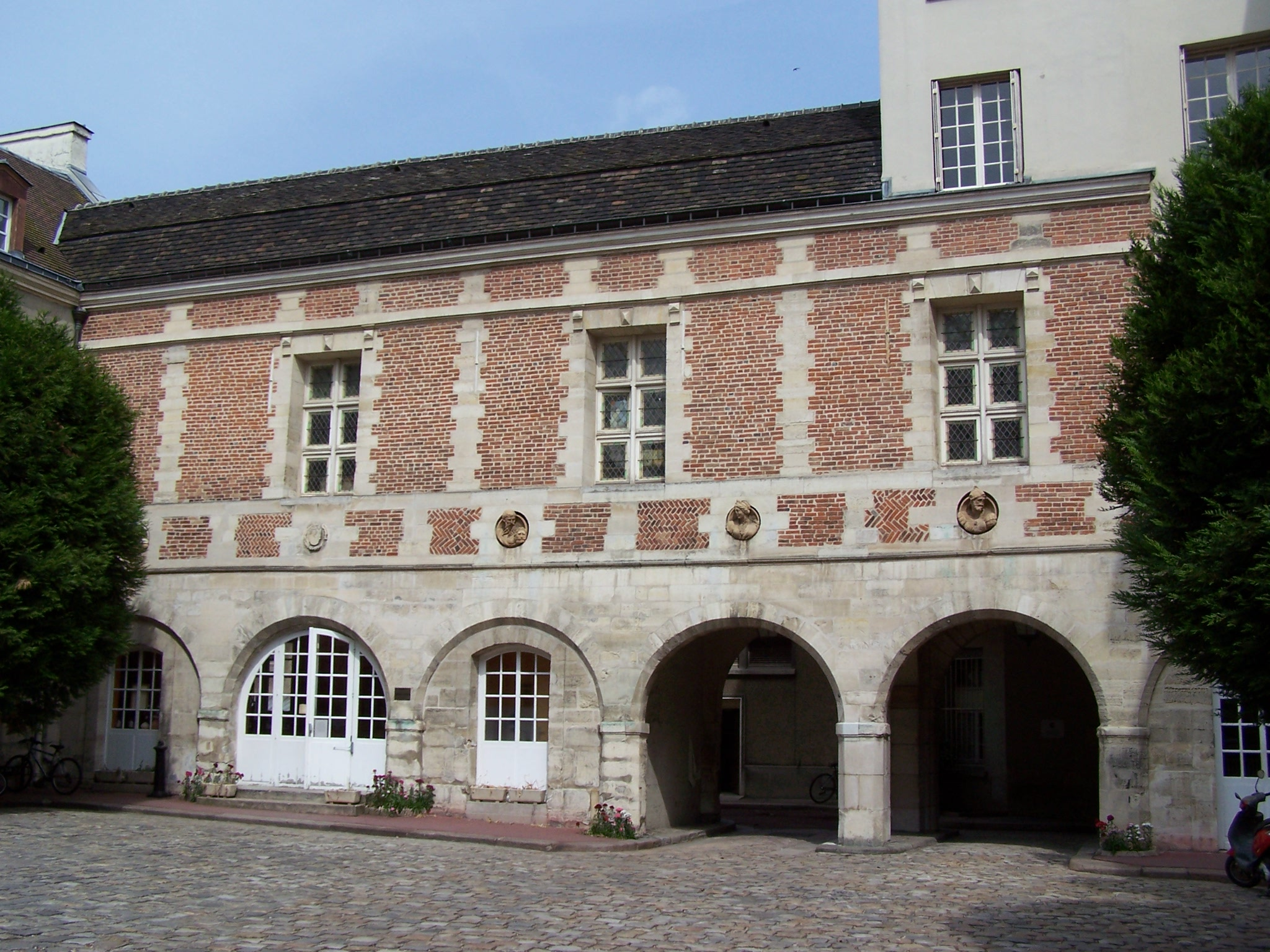
Der Innenhof des Hôtel Scipion in Paris, der Hauptresidenz von Isabelle und ihrer Familie

## Ehe und Nachkommen
Isabelle heiratete  einen von Caterinas Protégés, den reichen toskanischen Bankier Scipione Sardini (* 24. Januar 1526 in Lucca). Als Madame Sardini lebte sie fortan im Hôtel Scipion in der Rue de Scipion im Quartier du Jardin des Plantes in Paris, das Sardini einige Jahre zuvor hatte bauen lassen. Sardini wurde von König Karl IX. geadelt und zum „Vicomte de Buzancy“ ernannt.
Im Jahr 1600 erwarb Sardini das Schloss Chaumont an der Loire, er erhielt den Titel eines Baron de Chaumont. Scipione Sardini starb am 3. Mai 1608, Isabelle starb am 25. März 1609 in Paris und wurde am 1. April 1609 in Chaumont-sur-Loire bestattet.
Ihre Kinder waren:
- Elisabeth Sardini († 1642), Mätresse von Louis de La Marck, Marquis de Mauny († 1626) mit vier gemeinsamen Kindern, ihr Enkel Paul de Godet des Marais war von 1690 bis 1709 Bischof von Chartres; ⚭ 1626 Forèze Salviati, Seigneur de Talcy
- Alexandre-Paul Sardini (* 1574; † 1645), Baron de Chaumont, Vicomte de Buzancy
- Madeleine Sardini (* um 1575; † nach 1610); ⚭ Jacques de Roffinac, Seigneur de Marzac
- Nicolas Sardini, Seigneur de Prunay
- Paul Sardini († 1667), Seigneur de Jouy